# Misgolas billsheari
Misgolas billsheari là một loài nhện trong họ Idiopidae.
Loài này thuộc chi Misgolas. Misgolas billsheari được G. Wishart & D.M Rowell miêu tả năm 2008.